# (908) Буда
908 Буда (908 Buda) — астероид главного пояса. Открыт 30 ноября 1918 г. немецким астрономом Максом Вольфом в обсерватории Гейдельберг-Кёнигштуль, Германия. Астероид назван в честь западной части венгерской столицы Будапешта.
Буда не пересекает орбиту Земли и обращается вокруг Солнца за 3,89 юлианских лет.

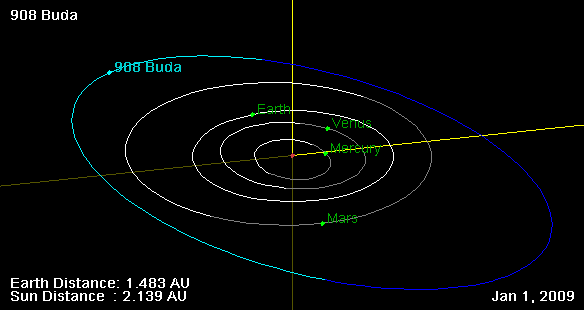
Орбита астероида Буда, и его положение в Солнечной системе на 01.01.2009 г. Рисунок NASA JPL Small Body Orbit Viewer applet